# Penelopa andyjska
Penelopa andyjska (Penelope montagnii) – gatunek dużego ptaka z rodziny czubaczy (Cracidae), zamieszkujący Amerykę Południową. Nie jest zagrożony wyginięciem.

## Systematyka
Wyróżniono pięć podgatunków P. montagnii:
- P. montagnii montagnii – północna i środkowa Kolumbia, północno-zachodnia Wenezuela.
- P. montagnii atrogularis – południowo-zachodnia Kolumbia, zachodni Ekwador.
- P. montagnii brooki – południowa Kolumbia, wschodni Ekwador.
- P. montagnii plumosa – środkowe Peru.
- P. montagnii sclateri – środkowa Boliwia.

## Morfologia
Długość ciała 61 cm. Dość krótki ogon i słabo widoczna czerwona naga skóra na podbródku. Upierzenie ogólnie ciemnobrązowe, tylko głowa i pierś szare, z delikatnym białym rysunkiem.

## Zasięg, środowisko
Ameryka Południowa; wzdłuż łańcucha Andów, w wysokogórskich lasach od północno-zachodniej Wenezueli do północno-zachodniej Argentyny.

## Ekologia
Zwykle spotykany w stadkach. Płochliwy; przebywa zazwyczaj w koronach drzew, można go spotkać również na bardziej odkrytych miejscach, gdzie poszukuje jagód. Podczas lotu tokowego wydaje trąbiący głos oraz trzepocze skrzydłami.

## Status
Międzynarodowa Unia Ochrony Przyrody (IUCN) uznaje penelopę andyjską za gatunek najmniejszej troski (LC – Least Concern). Liczebność światowej populacji nie została oszacowana, ale ptak ten opisywany jest jako dość pospolity. Trend liczebności populacji uznawany jest za lokalnie spadkowy ze względu na niszczenie siedlisk i polowania, w części zasięgu jednak ptak ten jest nadal pospolity i do pewnego stopnia toleruje powodowane przez człowieka zmiany w środowisku.